# Station Saint-Léonard-de-Noblat
Station Saint Léonard de Noblat is een spoorwegstation in de Franse gemeente Saint-Léonard-de-Noblat.